# Фотиништа
Фотиништа или Фотинишча (грч. Φωτεινή, до 1926. грч. Φωτίνιστα) је насељено место у општини Костур у периферији Западна Македонија, Грчка. Према попису из 2021. године било је 152 становника.
Према бугарском географу и историчару, Василу Канчову, у Фотиништу је 1900. године живело 250 Словена хришћана. До 1924. године Фотиништа су била словенско насеље, када су грчке власти ту населиле грчке избеглице из Турске.